# Володарский сельский округ (Северо-Казахстанская область)
Володарский сельский округ (каз. Володарск ауылдық округі) — административная единица в составе Айыртауского района Северо-Казахстанской области Казахстана. Административный центр — село Саумалколь.
Население — 11305 человек (2009, 13728 в 1999, 24231 в 1989).

## История
Володарский сельсовет образован в 1920 году. 24 декабря 1993 года решением главы Кокчетавской областной администрации создан Володарский сельский округ.
В состав сельского округа вошла территория ликвидированного Жетыкольского сельского округа (сёла Саумалколь, Айыртау, Воскресеновка, Галицино, Красногорка, Копа, Орловка). Он в свою очередь образовался из состава Айыртауского (сёла Айыртау, Орловка, Копа) и части Жетыкольского (села Воскресеновка, Красногорка, Галицино, Новоукраинка) сельских советов. 21 июня 2019 года было ликвидировано село Копа.

## Состав
В состав округа входят такие населенные пункты:
| Населенный пункт    | Население, человек (1989) | Население, человек (1999) | Население, человек (2009) |
| ------------------- | ------------------------- | ------------------------- | ------------------------- |
| Айыртау, село       | 979                       | 764                       | 622                       |
| Воскресеновка, село | 474                       | 351                       | 327                       |
| Галицино, село      | 311                       | 210                       | 81                        |
| Красногорка, село   | 219                       | 214                       | 382                       |
| Копа, село          | 254                       | 169                       | 32                        |
| Новоукраинка, село  | 3677                      | 1718                      | 1071                      |
| Орловка, село       | 183                       | 194                       | 124                       |
| Саумалколь, село    | 18134                     | 12893                     | 10796                     |